# Neocrepidodera carolinae
Neocrepidodera carolinae is een keversoort uit de familie bladkevers (Chrysomelidae). De wetenschappelijke naam van de soort werd in 2005 gepubliceerd door Baselga & Novoa.